# IndiGo
IndiGo of Indigo Aviation is een Indiase lagekostenluchtvaartmaatschappij met als hub Indira Gandhi International Airport in Delhi en het hoofdkwartier in Gurgaon. Het is de grootste luchtvaartmaatschappij op de binnenlandse markt van India en een van de grootste lagekostenluchtvaartmaatschappijen ter wereld. IndiGo voert vracht- en passagiersvluchten uit binnen Azië en het Midden-Oosten.

## Geschiedenis
IndiGo is opgericht in 2005 door InterGlobe Enterprises and Investments. Tijdens de Paris Air Show van 2005 werd de eerste bestelling gedaan voor 100 Airbus A320-200s. De eerste vlucht volgde op 4 augustus 2006. In datzelfde jaar werd een alliantie aangegaan met Kingfisher Airlines, GoAir en Air Deccan. De maatschappij groeide snel en in december 2010 werd IndiGo de derde maatschappij van India en stootte Air India van haar plek. In januari 2011 kreeg de maatschappij toestemming om ook internationaal te mogen vliegen. Vanaf 17 augustus 2012 is IndiGo de grootste luchtvaartmaatschappij van India.
Medio 2015 maakte de onderneming plannen bekend een beursnotering in India aan te vragen. Op 27 oktober 2015 werd de beursgang gestart. Met een emissie is zo'n €450 miljoen opgehaald waarmee het de grootste beursgang in India is sinds 2012. Sinds april 2024 staat de maatschappij op plek 2 qua beurswaarde van alle luchtvaartmaatschappijen op de hele wereld. In 2015 werden tevens 250 Airbus A320neo’s aangeschaft. Dit was de grootste order ooit voor Airbus.
In juni 2018 had de maatschappij een marktaandeel van 41% voor passagiers op binnenlandse vliegverbindingen. In 2019 plaatste IndiGo weer een nieuwe order bij Airbus. Dit keer ging het om 300 Airbus A320neo-toestellen, dat maakte het wederom de grootste order ooit bij Airbus. In datzelfde jaar had InfiGo de grootste vloot en het meeste aantal vluchten per dag in India. Tussen 2020 en 2021 nam het aantal vluchten drastisch af als gevolg van de Coronapandemie.
Per 1 oktober 2022 is de voormalige KLM-bestuurder Pieter Elbers leiding gaan geven aan IndiGo. Hij nam deze functie over van vertrekkend topman Ronojoy Dutta. Onder zijn leiding werd in februari 2023 de eerste Boeing 777-300ER geleverd in samenwerking met Turkish Airlines voor vluchten naar Istanbul. Het werd daarmee het eerste widebody-toestel in de vloot. In 2023 plaatste IndiGo wederom een order bij Airbus voor nog 500 toestellen uit de Airbus A320neo-familie, dit keer de grootste order ooit. In 2023 had IndiGo een marktaandeel van 61,8% op de Indiase markt en werd de eerste luchtvaartmaatschappij in India die 100 miljoen passagiers in een jaar vervoerde.
IndiGo plaatste in 2024 een order voor 30 Airbus A350-900s met de rechten voor nog 70 toestellen. Dit zullen de eerste toestellen worden die volledig van IndiGo zijn en het netwerk kan hiermee flink uitgebreid worden. De vloot zal naar verwachting 1000 toestellen aantikken in 2030.

## Vloot

### Huidige vloot

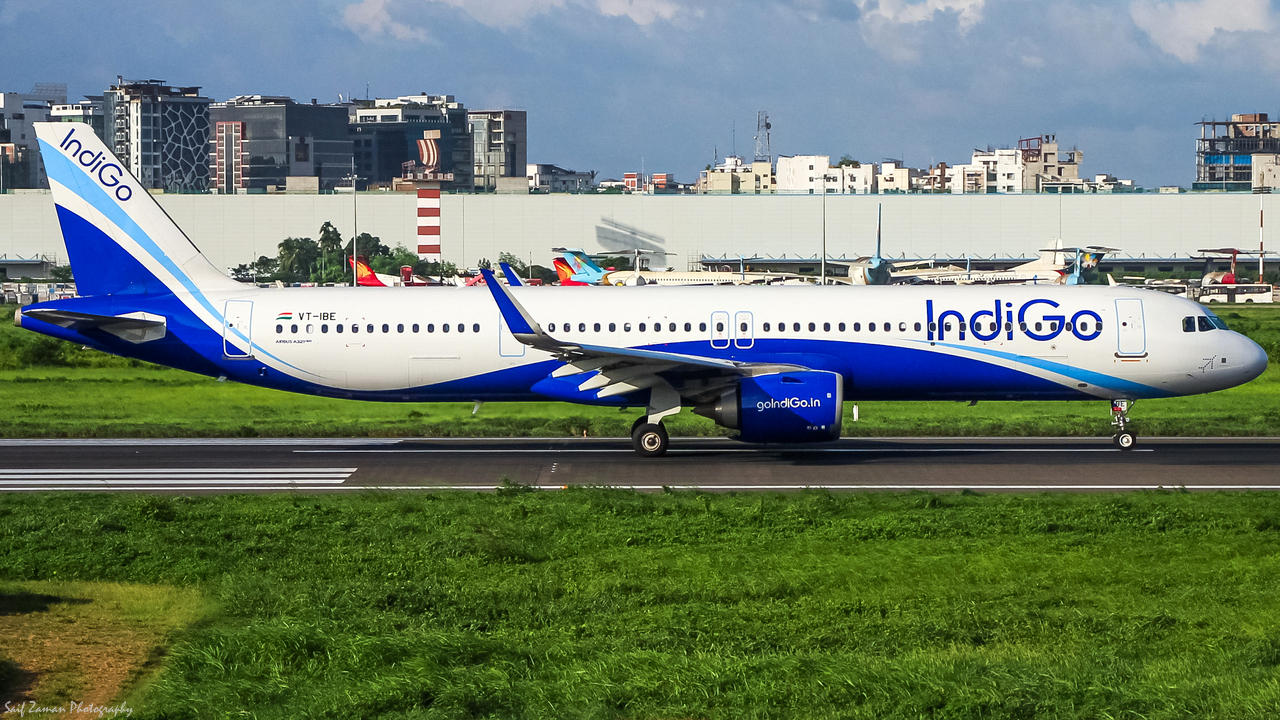
Een Airbus A321neo van IndiGo

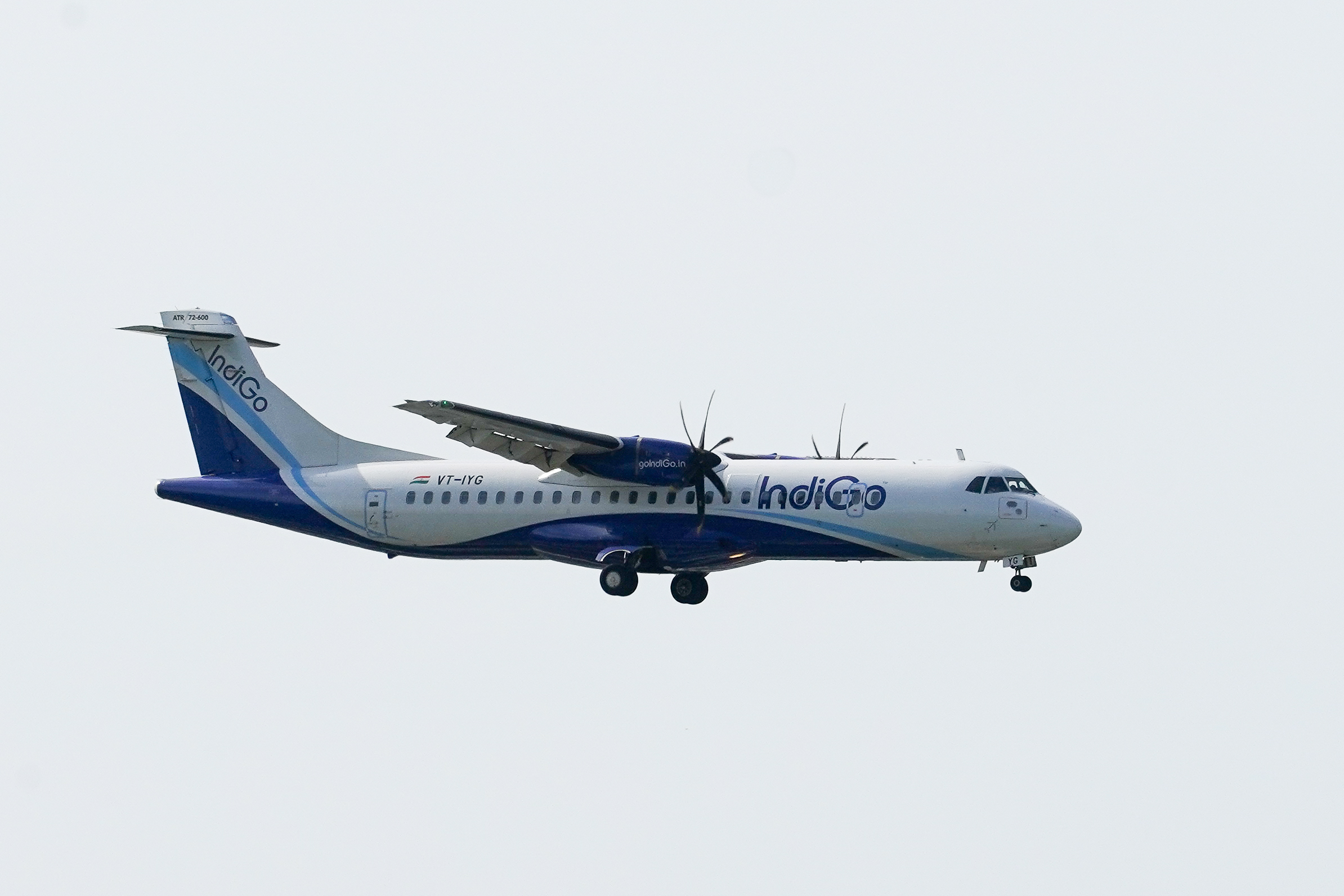
Een ATR 72-600 van IndiGo

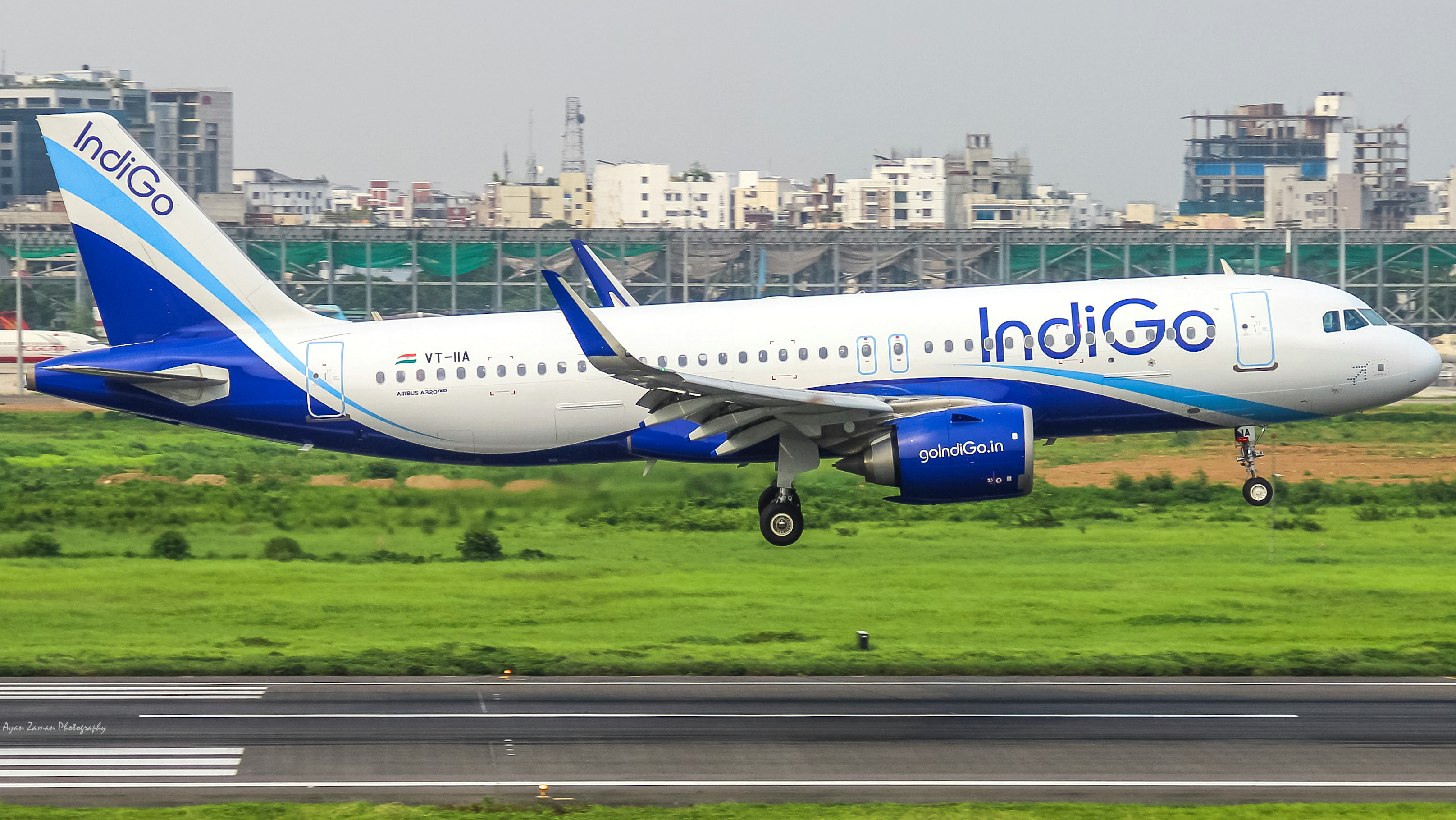
Een Airbus A320neo van IndiGo

De vloot van IndiGo bestaat uit (April 2025):
| Type               | In dienst | Orders | Opmerkingen                              |
| ------------------ | --------- | ------ | ---------------------------------------- |
| Airbus A320-200    | 26        | 0      | Worden uitgefaseerd                      |
| Airbus A320neo     | 195       | 241    | Grootste gebruiker                       |
| Airbus A321neo     | 131       | 587    | Één na grootste gebruiker                |
| Airbus A321XLR     | —         | 69     | Grootste order, geleverd vanaf 2025      |
| Airbus A350-900    | —         | 30     | Order met 70 opties, geleverd vanaf 2027 |
| ATR 72-600         | 50        | —      |                                          |
| Vloot IndiGo CarGo |           |        |                                          |
| Airbus A321-211P2F | 3         | 1      | [ 33 ]                                   |
| Totaal             | 405       | 928    |                                          |

### Voormalige vloot
De vloot van IndiGo bestond uit (februari 2025):
| Type            | Aantal | In dienst | Uitgefaseerd | Opmerkingen |
| --------------- | ------ | --------- | ------------ | ----------- |
| Airbus A320-200 | 133    | 2006      | 2024         |             |
| Airbus A320neo  | 17     | 2016      | 2024         |             |

## Bestemmingen
IndiGo bereidt flink uit qua vloot en bestemmingen. IndiGo vliegt in april 2024 naar 118 bestemmingen, zie: Lijst van bestemmingen IndiGo.

### Codeshare agreements
IndiGo heeft codeshare agreements met de volgende maatschappijen::
| Air France        | [ 35 ] | Qantas           | [ 36 ] |
| American Airlines | [ 37 ] | Qatar Airways    | [ 38 ] |
| British Airways   | [ 39 ] | Turkish Airlines | [ 40 ] |
| KLM               | [ 41 ] | Virgin Atlantic  | [ 42 ] |